# Kawno (Malechowo)
Kawno (deutsch Kaunow) ist ein Dorf in der polnischen Woiwodschaft Westpommern. Es gehört zur Landgemeinde Malechowo (Malchow) im Kreis Sławno (Schlawe).

## Geografische Lage
Die Ortschaft Kawno liegt an der Kreuzung der Landesstraße 6 (Europastraße 28) Stettin–Danzig (ehemalige Reichsstraße 2) mit der Verbindungsstraße Sieciemin (Zitzmin)–Dąbrowa (Damerow). Bis nach Malechowo, der Verwaltungssitz der Gemeinde, sind es zehn Kilometer, und die Kreisstadt Sławno (Schlawe) liegt 22 Kilometer entfernt. Die nächste Bahnstation ist Wiekowo (Alt Wiek) an der Bahnstrecke Stargard Szczeciński–Gdańsk.
Zum Ort gehört der südlich der Hauptstraße liegende Góra Górka (Gurkenberg), der immerhin 83 Meter Höhe misst und unterhalb dessen zwei Bäche entspringen, die in die Grabowa (Grabow) bzw. in die Polnica (Pollnitz) münden.

## Geschichte
Kaunow ist eine junge Siedlung, die erst im 19. Jahrhundert angelegt wurde. Seither ist der Ort – auf dem Gelände eines Gutshofes von 250 Hektar – mit der drei Kilometer entfernten Gemeinde Panknin (Pękanino) verbunden und gehörte bis 1945 zu dessen Amtsbezirk im Landkreis Schlawe i. Pom. im Regierungsbezirk Köslin. Auch standesamtlich war Kaunow nach Panknin hin orientiert.
Nach 1945 wurde der Ort ein Teil der Gmina Malechowo im Powiat Sławieński der Woiwodschaft Westpommern (bis 1998 Woiwodschaft Köslin).

## Kirche
Kaunow war bis 1945 in das evangelische Kirchspiel Damerow (heute polnisch: Dąbrowa) eingepfarrt und gehörte zum Kirchenkreis Rügenwalde der Kirchenprovinz Pommern in der Kirche der Altpreußischen Union.
Heute ist der Ort überwiegend katholisch. Für die hier lebenden evangelischen Kirchenglieder ist jetzt das Pfarramt in Koszalin (Köslin) in der Diözese Pommern-Großpolen der Evangelisch-Augsburgischen (d. h. lutherischen) Kirche in Polen zuständig.

## Schule
Die Kinder von Kaunow besuchten bis 1945 die Schule in Panknin.

## Weblink
- Heimatkreis Schlawe in Pommern

Koordinaten: 54° 16′ N, 16° 24′ O